# 신도 아마네
신도 아마네(일본어: 進藤 あまね, 2004년 4월 20일  ~ )는 일본의 여성 성우로 아이치현 출신이며 소속사는 히비키, 본명은 나카타 미유이다.

## 경력
초등학교 2학년 무렵부터 애니메이션을 보고 성우를 동경하기 시작한다.몇가지 오디션을 본 후, 2018년 중학교 2학년 때, 동경하는 미모리 스즈코가 소속하는 성우 사무소 히비키의 신인 성우 발굴 오디션 2018을 "라스트 찬스"로서 각오를 하고 합격[9], 같은 해부터 히비키의 소속이 되었다.TV 애니메이션 『버뮤다 트라이앵글 ~컬러풀 파스트랄레~의 캐롤 역으로 데뷔를 한다.
성우 유닛 「BanG Dream!」「Morfonica」보컬·쿠라타 마시로 역할과, 『D4DJ』「Lyrical Lily」DJ·카스가 하루나 역할로서도 활동을 실시하고 있다.
2022년, 『ROCKETOON』 선전 대사로 취임.
2023년 2월16일, 호리코시 고등학교를 졸업.

## 인물
애칭은 모네루(あまねす).
취미는 게임,인형모으기,일러스트,스쿼시. 특기는 기타,댄스(치어,발레,힙합),훌라후프.좋아하는 것으로 고양이 고래상어를 꼽고 있다.또 부시로드가 발매하는 프로야구 카드게임 '드림오더'와의 타이업에서 시구를 맡은 인연으로 홋카이도 닛폰햄 파이터스의 팬이기도 하다.
같은 사무소에서 한편 공동 출연작도 많은 니시오 유카와는 10세의 연령차가 있는데도 불구하고 사이가 깊고, 자타가 모두 「유네스」라고 칭하고 있다.또, 「BanG Dream!」의 리얼 밴드의 활동도 하고 있는 MyGO!!!!!의 드럼스·시이나 타치키 역의 하야시 타카코와는 함께 중학생 때에 보고 있던 오디션 때부터의 친구로, 뒤에 다니고 있던 고등학교도 마찬가지였기 때문에 학교의 신체 측정 시간에 재회를 했다.

## 주요 출연작

### TV 애니메이션
- 2019년
  - 버뮤다 트라이앵글 ~컬러풀 파스토랄레~ - 캐로
  - BanG Dream! 2nd Season - 하나사키가와 여학원 학생B
- 2020년
  - Re버스 for you - 미노 슈우코
  - 어설트 릴리 BOUQUET - 탄바 아카리
- 2021년
  - 카드파이트!! 뱅가드 overDress - 오오쿠라 메구미
- 2022년
  - 이세계 미소녀 수육 아저씨와 - 울티나

#### 극장 애니메이션
- 2021년
  - BanG Dream! FILM LIVE 2nd Stage - 쿠라타 마시로
- 2022년
  - BanG Dream! 팝핀' 드림! - 쿠라타 마시로

### 게임
- 마법사와 검은 고양이 위즈 - 에니그마 클로버
- 뱅드림! 걸즈 밴드 파티! - 쿠라타 마시로
- 마기아 레코드 마법소녀 마도카☆마기카 외전 - 야쿠모 미카게
- 어설트 릴리 Last Bullet - 탄바 아카리

### 기타
- BanG Dream! - 쿠라타 마시로
- D4DJ - 카스가 하루나
- 어설트 릴리 - 탄바 아카리
- 아마네부! (2020. 08. 27~) - (격주 목요일)